# Іковка
І́ковка (рос. Иковка) — село у складі Кетовського району Курганської області, Росія. Адміністративний центр Іковської сільської ради.
Населення — 4672 особи (2010, 2269 у 2002).